# 제퍼슨 데이비스
제퍼슨 피니스 데이비스(Jefferson Finis Davis, 1808년 6월 3일 ~ 1889년 12월 6일)는 미국의 정치가이자 노예 제도의 옹호자로 남북 전쟁이 일어난 동안 패배하는 반항의 남부 노예주들을 이끈 아메리카 연합국의 단 하나의 대통령이었다. 데이비스는 자신의 상대 에이브러햄 링컨의 기민한 정치적 능력이 결핍되어 있었고, 압도적인 패배에 직면하여 연장된 전쟁에서 마저 독립할 수 없었다. 그는 1865년 자신의 생포 후에 연방 교도소에서 2년간 수감되었고 그러고 나서 혐의 없이 석방되었다.
남북 전쟁이 일어나기 전에 데이비스는 미시시피주의 입법부, 미국 하원과 미국 상원을 지냈다. 그는 자원 봉사 연대의 대령으로서 미국-멕시코 전쟁에서 싸웠다. 후에 그는 프랭클린 피어스 대통령 아래 전쟁 장관이 되었다.

## 어린 시절
켄터키주 토드 카운티와 경계 근처에 있는 페어뷰의 농장집에서 태어났다 (그의 생가는 현재 제퍼슨 데이비스 주립 역사적 장소이다). 데입스는 새뮤얼 에모리 데이비스와 그의 부인 제인의 10명의 자식들 중에 막내였다. 가족은 미국의 역사에서 장기적인 전통을 가졌다. 어린 데이비스의 조부는 웨일스에서 미국으로 이민을 와 한번 버지니아주와 메릴랜드주에서 살며 공무원으로 일하였다. 그의 부친은 그의 삼촌과 더불어 미국 독립 전쟁이 일어난 동안 대륙군에 복무하였으며 그는 보병 사관으로서 서배너의 포위 공격에서 조지아주 기마대와 싸웠다. 1812년 전쟁이 일어난 동안 데이비스의 3명의 형들은 영국군과 싸웠으며 그 중에 2명은 앤드루 잭슨 아래 복무하여 뉴올리언스 전투에서 용감으로 그의 위탁을 받았다.
데이비스의 청년 시절 동안 가족은 몇 번씩이나 이사를 다녔는데 1811년 루이지애나주로, 이듬해 미시시피주로 이주하였다. 1813년 데이미스는 자신의 누이 메리와 함께 자신의 교육을 시작하여 그들의 집으로부터 1 마일 떨어진 통나무 오두막집 학교에 다녔다. 2년 후에 로마 가톨릭 학교에 입학하였으며 당시 그는 유일한 개신교 학생이었다.
데이비스는 1818년 미시시피주 워싱턴에 있는 제퍼슨 칼리지, 그리고 1821년 렉싱턴에 있는 트랜실베이니아 대학교에 갔다. 1824년 데이비스는 미국 육군사관학교에 입학하였다. 그는 웨스트포인트의 생도로서 자신의 4년 기간을 완료하였고 졸업 후 1828년 6월 소위로서 임명되었다.

## 군사 경력
데이비스는 처음에 제1 보병 연대로 지정되어 위스콘신주 포트크로퍼드에 배치되었다. 1829년 그의 첫 임무는 요새의 수선과 확대를 위하여 레드세다 강의 둑에 목재 절단을 감독하는 것이었다. 그해 후순에 그는 포트위네바고로 다시 지정되었다. 1831년 옐로 강에 있는 제재소의 건설과 관리를 감독한 동안 그는 폐렴에 걸려 포트크로퍼드에 돌아오는 원인을 일으켰다.
다음 해 데이비스는 아메리카 인디언들에 의하여 주장된 대지들로부터 광부들을 제거하는 데 지정된 분리의 정상에 일리노이주 갤리나로 파견되었다. 그의 첫 전투 임무는 동년 블랙 호크 전쟁이 얼아난 동안 그의 대령 재커리 테일러에 의하여 지정된 후에 블랙 호크를 자신이 제퍼슨 병영에 있는 교도소로 호위하는 것이었으며 그가 보여준 친절한 대우 때문에 추장이 데이비스를 좋아했다고 한다. 이 시간 동안 데이비스의 다른 임무들은 결국적으로 아이오와주가 될 곳에 불법적으로 들어가는 것으로부터 광부들을 지키는 것이었다.
1833년 데이비스는 드래군스 연대의 중위로 승진되어 연대 보조원으로 만들어졌다. 1834년 그는 인디언 영토에 있는 포트깁슨으로 옮겨졌다.

## 결혼 생활, 농장 생활과 초기 정치 경력

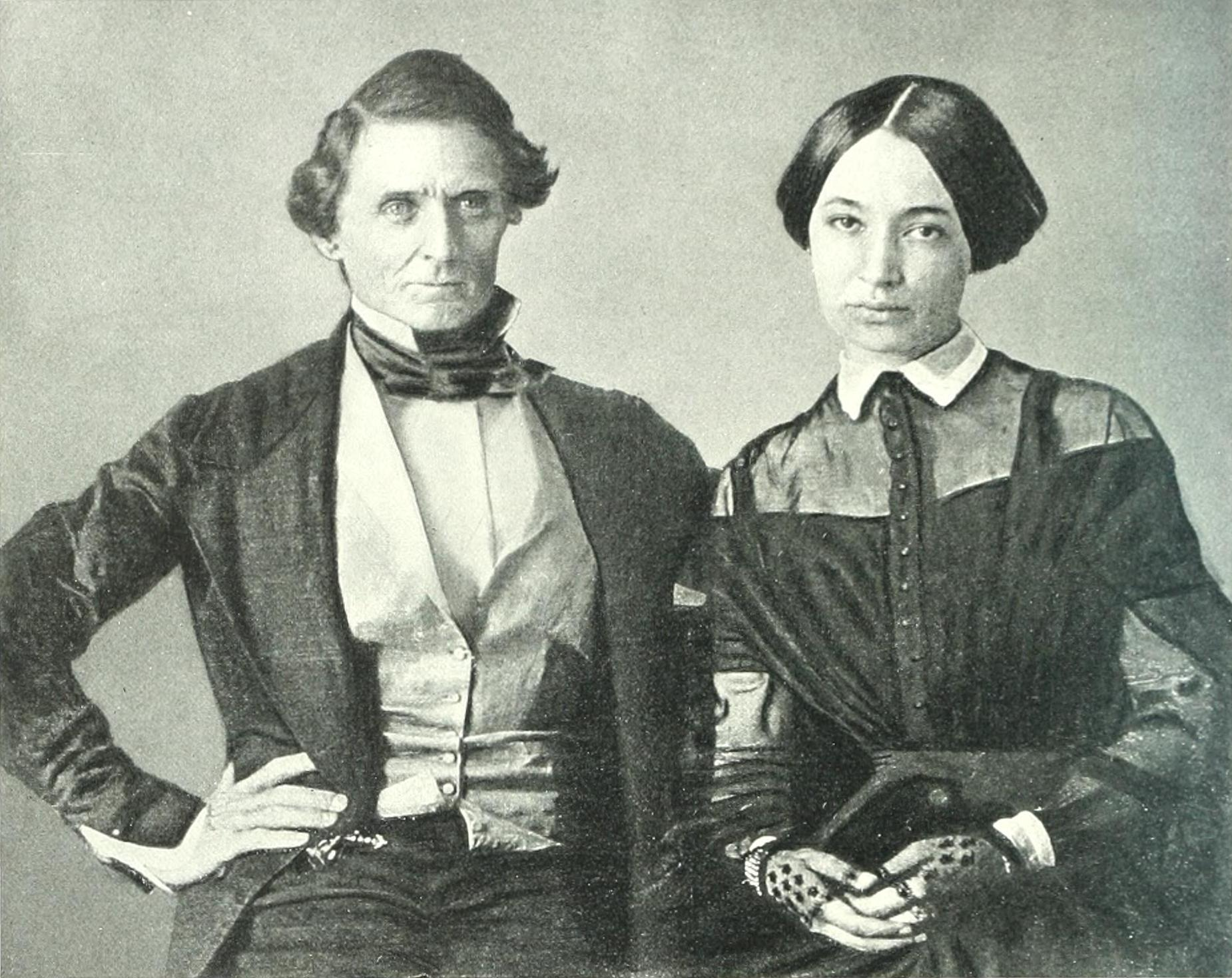
부인 베리나 하얼 여사와 함께 (1845년)

데이비스는 테일러 대령의 딸 세라 녹스 테일러와 사랑에 빠졌다. 그녀의 부친은 결혼을 승인하지 않아 데이비스는 자신의 장교직을 사임하고 1835년 6월 17일 그녀에게 결혼하였다. 하지만 결혼 생활은 짧은 것으로 증명하였다. 데이비스의 누이를 방문한 동안 새롭게 결혼한 부부는 둘 다 말라리아에 걸렸고, 세라 여사는 결혼식이 있던 3개월 후에 사망하였다. 1836년 그는 미시시피주 워런 카운티에 있는 브리어필드 농장으로 이주하였다. 다음 8년 동안 데이비스는 역사와 정부를 공부하는 은둔자였고 그의 형 조지프와 함께 비공개 정치적 토론에 참여하고 있었다.
데이비스가 노예 소유자였던 동안 그 일은 그 시대의 대부분의 남부 노예 소유자들의 매너에서 자신의 농장을 운영하지 않은 가치가 없었다. 그의 가장 좋아하는 노예들 중의 한명은 농장의 감독이었으며 사법은 "범죄"로 유죄 혹은 무죄를 결정한 노예 "법원"에서 관리되었고, 그러고 나서 처벌을 결정하였다. 이 법원들은 경고, 추가 노동 등을 포함한 다양한 처벌들을 선택하는 데 자유로웠다. 더욱 나가서 노예들은 자신들 소유의 개인적 정원에서 자신들의 식량을 재배하는 데 허용되었고, 이득을 위하여 파는 데 자신들이 허용된 것으로부터 달걀을 거두는 데 닭들이 주어졌다. 그들은 또한 자신들을 위하여 직접 선택되는 대신 자신들 소유의 이름들을 고르는 데 허용되었다. 현대 관습에 이 사회적 배열이 최고에 가부장적이고 겸손한 것으로 숙고될 것이면서도 자신의 노예들에 데이비스의 대우는 드물었고 전쟁 전의 남부에서 백인 사회에 의하여 자애로운 것으로 숙고되었다.
데이비스가 브리어필드에서 목화의 생산을 감독하고 정치학을 수학하면서 다음의 세월은 사건이 없는 것을 증명하였다. 그는 정치에서 경력에 들어가면서 1843년 자신의 수학들을 이용하는 데 놓기로 결정하였다. 그는 민주당원으로서 미시시피주 미국 하원을 위하여 나갔고 선거의 날 자신의 상대 사전트 스미스 프렌티스와 토론에 참여하였다. 하지만 데이비스의 노력들은 비성공적을 증명하였고 그는 선거를 패하였다. 다음 해 그는 1844년 미국 대통령 선거에서 제임스 K. 포크와 조지 M. 댈러스를 위하여 선거 운동을 벌이며 미시시피주를 돌아다녔다.
1844년 데이비스는 자신이 미국 하원으로 선출되면서 자신의 첫 정치적 성공을 보아 이어진 해의 3월 4일에 취임하였다.
1845년 2월 26일 그는 다시 결혼하였는 데 이번에는 사회적으로 두드러진 배리나 하얼이었다.

## 두번째 군사 경력
미국-멕시코 전쟁의 시작에 데이비스는 1846년 6월 자신의 하원 의석을 사임하였고 자원 봉사 연대 미시시피 라이플스를 소생시켜 그 대령이 되었다. 7월 21일 그들은 텍사스주의 해안을 위하여 뉴올리언스로부터 항해하였다.
연대는 데이비스가 충격 소총과 무장하여 그것들의 사용에 연대를 훈련시킨 것에 특히 주목할 만한 것이었고 전투에서 연대를 특히 효과적으로 만들었다.
동년 9월 그는 멕시코 몬테레이의 성공적인 포위 공격에 참전하였다. 그는 1847년 2월 22일 부에나 비스타 전투에서 용감히 싸워 발에 총을 맞았다. 자신의 용감과 주도권의 인정에 테일러 장군은 "귀하, 나의 딸은 내보다 남성들의 더 나은 판사였다."라고 말하였다.
포크 대통령은 준장과 민병대의 사령관으로서 임관 사령을 그에게 마련하였다. 그는 임명을 거절하여 미국 헌법은 연방 정부가 아닌 주들에게 민병대 사관들을 임명하는 권력을 준다고 주장하였다.
자신의 전쟁 복무 때문에 미시시피주지사는 사망한 제시 스페이트의 상원 기간을 채우는 데 데이비스를 임명하였다. 그는 12월 5일 취임하였고 1848년 1월 자신의 기간의 나머지를 지내는 데 선출되었다. 추가로 스미소니언 연구소는 1847년 12월의 말기에 그를 섭정으로 임명하였다.

## 정계로 복귀

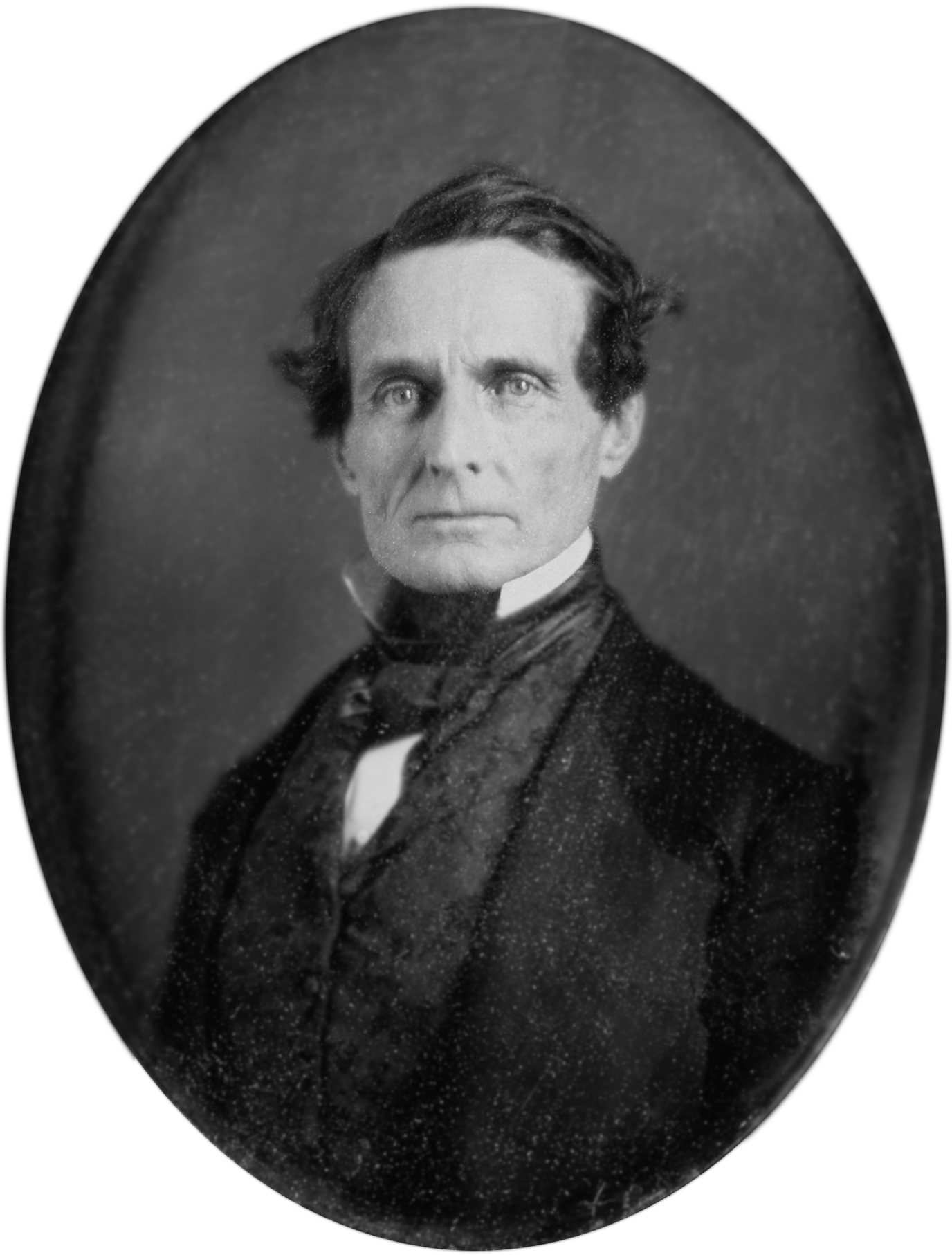
45세의 데이비스 (1853년)

상원은 데이비스를 군사 위원회의 의장으로 만들었다. 자신의 기간이 만기되었을 때 그는 당시 헌법이 의무화되면서 미시시피주의 입법부에 의하여 같은 의석으로 선출되었다. 그는 자신이 반대한 1850년 타협의 문제에 미시시피주지사를 위하여 나가는 데 1851년 9월 자신이 사임했을 때 1년을 지내지 않았다. 이 선거 입찰은 그가 999개의 투표들에 의하여 헨리 스튜어트 푸트에 의하여 패하면서 비성공적이었다.
정치 사무직 없이 떠난 데이비스는 지속적으로 자신의 정치 활동을 하였다. 그는 1852년 1월 잭슨에서 열린 주들의 권리들에 관한 집회에 참석하였다. 1852년 미국 대통령 선거로 몇 주 안에 그는 민주당 후보들 프랭클린 피어스와 윌리엄 R. 킹을 위하여 다수의 남부의 주들에서 선거 운동을 벌였다.
피어스는 선거를 이기고 데이비스를 자신의 전쟁 장관으로 만들었다. 이 수용력에서 데이비스는 제안된 트랜스컨티넨털 철도를 위하여 다양한 항로들에 정교한 것은 물론 미국 의회에게 4개의 연례 보고서를 주었다. 피어스 행정부는 1857년에 끝났다. 대통령은 대신 제임스 뷰캐넌에게 간 민주당 후보 지명을 패하였다. 피어스의 기간과 함께 데이비스의 기간이 끝나면서 그는 상원을 위하여 성공적으로 나가 3월 4일 다시 들어갔다.
1860년 2월 2일 남부에서 분리주의의 소란이 자라나면서 데이비스는 남부에서 노예 제도를 유지하는 권리를 포함한 주들의 권리들을 여기는 의견을 강화하고 문제에 대한 더욱 나가 그의 입장으로 시도에서 6개의 해결잭을 제출하였다. 에이브러햄 링컨 그해 11월 대통령 선거를 이겼다. 문제가 머리에 떠올랐고 사우스캐롤라이나주가 아메리카 합중국으로부터 탈퇴하였다.
원칙적으로 탈퇴 반대에 불구하고 데이비스는 1861년 1월 10일 실제로 그것을 유지하였다. 1월 21일 그는 미시시피주의 탈퇴를 공고하여 작별 연설을 하면서 상원으로부터 사임하였다.

## 아메리카 연합국의 리더십

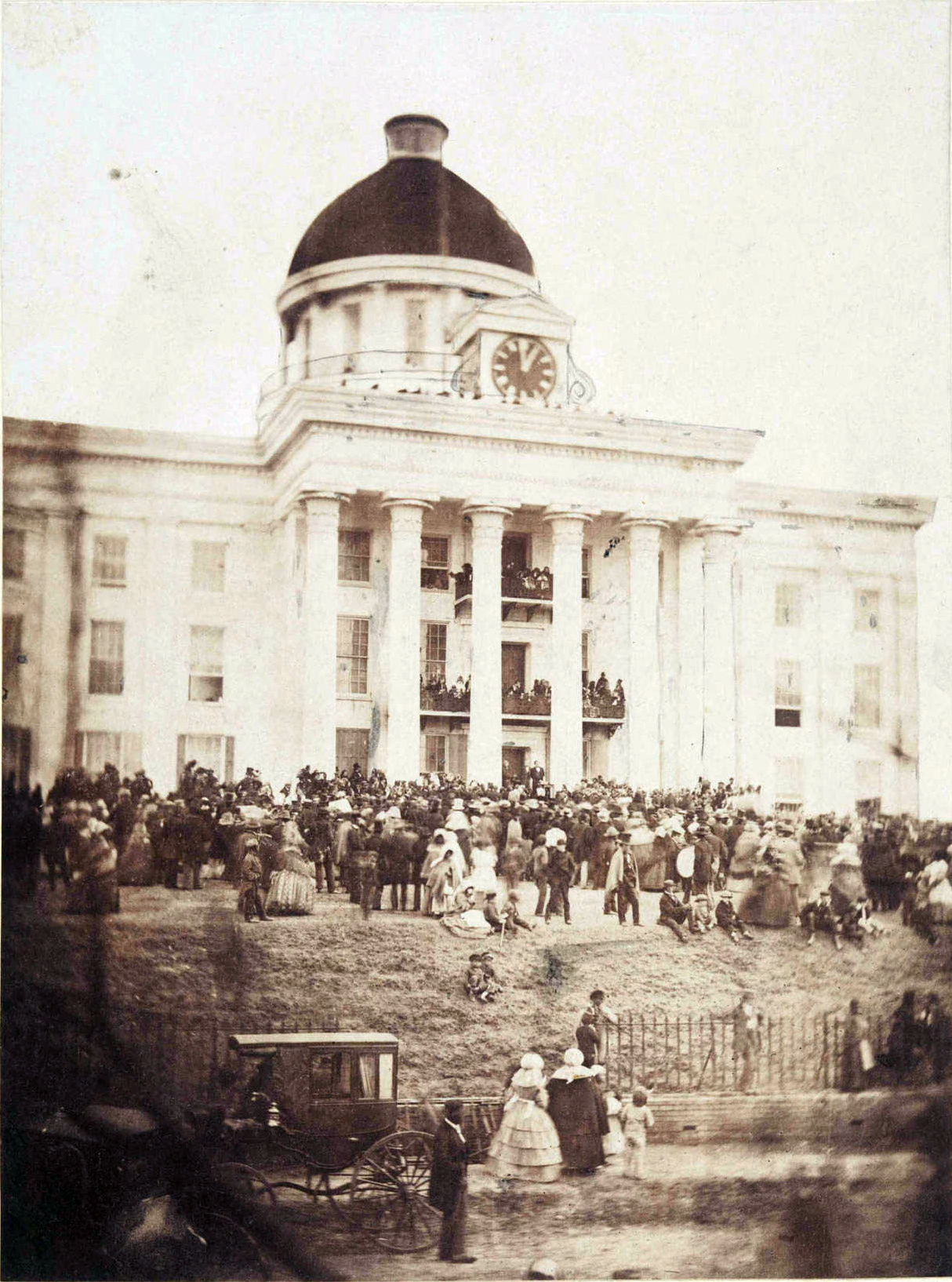
앨라배마주 의사당에서 아메리카 연합국의 대통령으로서 데이비스의 취임식 (1861년 2월 18일)

아메리카 연합국의 국기 (1865년)

자신의 사임 4일 후에 데이비스는 미시시피 군대의 소장으로 임명되었다. 1861년 2월 9일에 앨라배마주 몽고메리에서 열린 헌법 집회는 그를 아메리카 연합국의 잠정적 대통령을 임명하여 그는 2월 18일 취임되었다. 자신 소유의 미시시피주 입법부의 회의들에서 데이비스는 탈퇴에 대항하는 주장을 하였으나 대표단들의 다수가 그를 반대하면서 마음이 누그러졌다.
아메리카 연합국 의회의 결의에 따라 데이비스는 즉시 아메리카 합중국과 아메리카 연합국의 다른점들을 결의하는 데 평화 위원회를 임명하였다. 3월 포트섬터의 폭격이 있기 전에 위원회는 국가 부채의 남부 일부는 물론 남부 토지에 아무 연방 재산을 위하여 지불하는 것을 제공하는 데 워싱턴 D. C.로 떠나는 것이었으나 그 일은 재결합 조건을 논의할 권한이 없었다. 그는 사우스캐롤라이나주 찰스턴의 근처에서 남군을 지휘하는 데 장군 피에르 보우리가드를 임명하였다. 정부는 5월 버지니아주 버지니아주로 옮겼고 데이비스와 그의 가족은 5월 29일 거기에 연합국의 백악관으로 알려진 그의 저택을 차지하였다.
데이비스는 11월 6일 아메리카 연합국의 대통령으로서 6년 기간으로 선출되었다. 그는 전혀 아무 선출된 직무에 완전한 기간을 지내지 않았고 이 일은 예외는 아니었다.
1862년 2월 22일 그는 취임되었다. 6월 1일 그는 동부 전선에서 주요 남군인 북부 버지니아 육군을 지휘하는 데 로버트 E. 리 장군을 임명하였다. 그해 12월 그는 국가의 서부에서 남군의 순회를 만들었다. 1863년 8월 데이비스는 게티스버그 전투에서 리 장군의 패배 후에 그의 사임 제공을 거절하였다. 1864년 남군의 운이 더욱 나빠지면서 그는 사기를 높이려는 의도와 함께 조지아주를 방문하였다.
데이비스는 아메리카 연합국의 군사의 자신의 지휘에 비판을 받았다. 전쟁 말기까지 그는 자신이 그 임무들을 본질적으로 다루는 "군 최고통수권자"르 임명하는 데 노력들에 저항하였으며 1865년 1월 31일 리는 이 역할을 취하였으나 그 일은 너무 늦었다. 데이비스는 남부의 제한된 자원들을 묽게 한 표면상 똑같은 노력과 함께 남부 영토를 방어하는 노력의 전략을 주장하였고 그것을 뉴올리언스의 포획 같은 치명적인 서부 전선으로 북군에 의하여 조정된 전략적 추진들로 취약하게 만들었다. 그는 서부 전선의 군인들이 매우 무거운 압력 아래 있던 동안 2개의 경우에 북부를 침입하는 데 리를 허용한 것 같은 다른 부족한 전략 선택들을 만들었다. 데이비스는 자신의 장군들의 부족한 협동과 관리로 잘못되어 왔다. 이 일은 중요한 전투들에서 패하고 그의 부하들에 의하여 신임되지 않은 그의 개인적 친구 브랙스턴 브래그를 구제하는 데 반항을 포함하며 그는 신중하지만 유능한 조지프 E. 존스턴을 구제하여 그를 무모한 존 벨 후드와 대체하여 애틀랜타의 손실과 결국적으로 군인의 손실에 결과를 가져왔다.
4월 3일 율리시스 S. 그랜트 장군 아래 북군은 리치먼드를 포획하는 자세를 취하였고 데이비스는 연합국 내각과 함께 버지니아주 댄빌을 위하여 탈출하여 리치먼드와 댄빌 철도에 떠났다. 그는 연합국의 대통령으로서 자신의 마지막 공식적 선포를 하고 그러고나서 노스캐롤라이나주 그린스보로로 달아났다. 5월 10일 그는 조지아주 어윈빌에서 생포되었다.

## 투옥과 퇴직

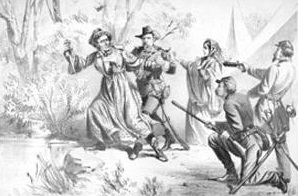
데이비스 부부의 생포를 그린 삽화 (1865년 5월 15일 뉴욕 데일리 뉴스)

1865년 5월 19일 그는 버지니아주의 해안에 놓인 포트리스먼로에 있는 포곽에 수감되었다. 포곽은 물기가 있고, 가열되지 않았고 날씨에 개방되어 많은이들이 그의 체포자들이 그를 감옥에서 죽게 하려고 한 것으로 믿는 데 이끌었다. 그는 23일에 쇠 기구에 배치되었으나 내과 의사의 추천에 26일에 나왔다. 데이비스는 미국 대법원의 최고 재판관 새먼 P. 체이스의 헌법적 근심들의 이유로 1년 후까지 반역죄로 기소되지 않았다.
투옥 동안 데이비스는 자신의 전 노예들 중의 하나인 벤 몽고메리에게 자신의 미시시피주 사유지를 파는 데 예정을 세웠다. 몽고메리는 재능적인 비지니스 관리인, 정비공이자 자신 소유의 일반 상점 운영으로부터 부분에 부요해진 발명가이기도 하였다.
다음 해 2년간 투옥 후에 그는 자신이 부당하게 대우를 받은 것을 확신시킨 호러스 그릴리와 코닐리어스 밴더빌트를 포함한 북부와 남부 양쪽의 주들의 현저한 시민들에 의하여 게시된 보석에 석방되었다. 그는 캐나다를 방문하였고 쿠바 아바나를 거쳐 뉴올리언스를 위하여 항해하였다. 1868년 그는 유럽을 여행하였다. 그해 12월 법원은 기소를 무효화하기 위한 동의를 거부하였으나 1869년 2월 기소는 사건을 기각하였다.

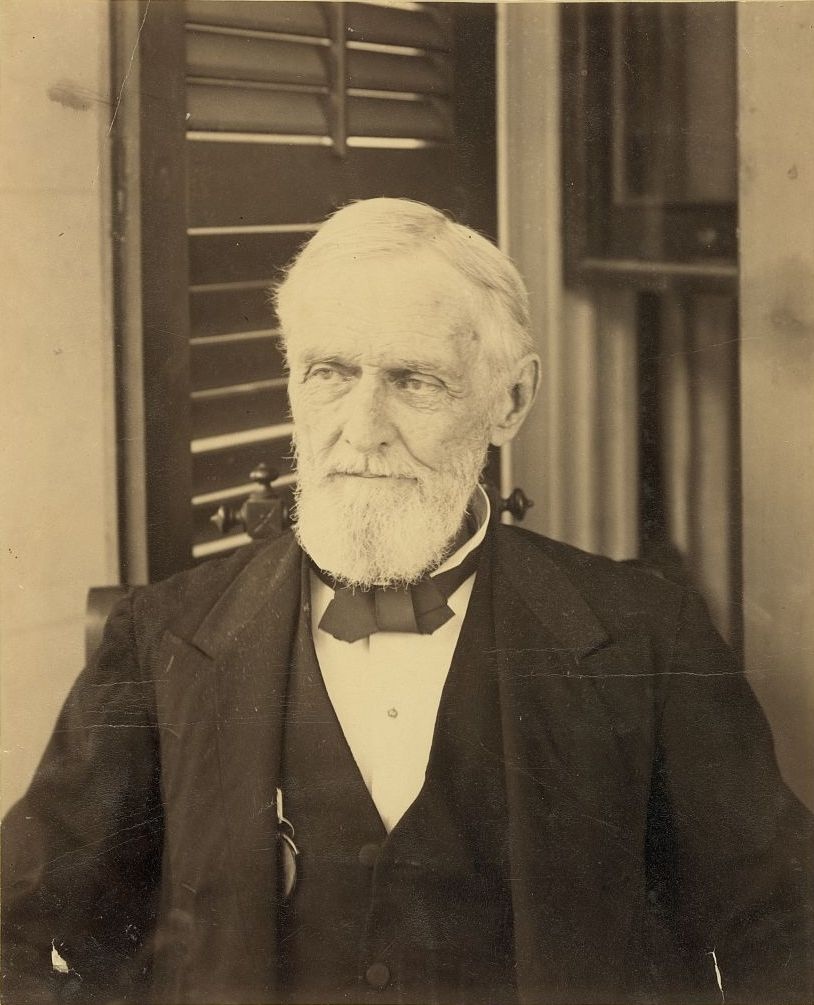
말년의 데이비스

동년에 데이비스는 테네시주 멤피스에서 캐롤라이나 생명 보험 회사의 사장이 되었다. 1870년 로버트 E. 리의 사망에 데이비스는 리치먼드에서 열린 추도식을 주재하였다. 다시 한번 상원으로 선출된 그는 1875년 직무를 거부하여 미국 헌법 수정 제14조에 의하여 연방 공직에서 금지되었다.
1876년 그는 남아메리카와 미국의 무역의 자극을 위한 사회를 승진시켰다. 데이비스는 다음 해 잉글랜드를 방문하여 1878년 미시시피주로 돌아왔다. 거기서 다음 3년 동안 데이비스는 〈연합국 정부의 상승과 몰락〉을 저서하였다. 그 책을 저서한 그는 다시 유럽을 방문하고 이어진 해에 앨라배마주와 조지아주를 여행하였다.
그는 1889년 10월 〈아메리카 연합국의 짧은 역사〉를 저서하였다. 2달 후 12월 6일 데이비스는 뉴올리언스에서 81세의 나이로 사망하였다. 그의 장례식은 남부에서 여태까지 실행된 가장 큰 장례식들 중에 하나였으며 밤낮으로 뉴올리언스에서 리치먼드로 지속적으로 행군하였다. 그는 리치먼드에 있는 할리우드 묘지에 안장되었다.
데이비스에게 기념비는 리치먼드 모뉴먼트 애비뉴에 1907년 6월 3일 공개되었다.
미국 헌법 수정 제14조의 1절은 아메리카 연합국에 지내면서 헌법을 보호하는 데 자신들의 맹세를 어긴 자를 공직에서 금지시켰으며 이는 데이비스를 포함하였다. 1978년 수정의 같은 절 아래 의회로 부여된 권한에 따라 의회는 상하원 각각의 3분의 2의 투표에 데이비스에 대한 금지를 사후 제거하였고 지미 카터 대통령이 서명하였다. 이 활동들은 미시시피주의 의원 트렌트 로트에 의하여 선봉되었다. 의회는 이전에 로버트 E. 리의 대표에 비슷한 활동을 취하였다.
앨라배마주는 6월 첫 월요일에 데이비스의 생일을 축하하며, 미시시피주는 기념 연방 휴일과 함께 데이비스의 생일을 지킨다.

## 역대 선거 결과
| 선거명      | 직책명                         | 대수 | 정당       | 득표율  | 득표수 (선거인단) | 결과 | 당락                     |
| ----------- | ------------------------------ | ---- | ---------- | ------- | ----------------- | ---- | ------------------------ |
| 1845년 선거 | 하원의원 (미시시피 광역선거구) | 29대 | 민주당     | 16.63%  | 27,645표          | 2위  | 미시시피주 하원의원 당선 |
| 1847년 선거 | 상원의원 (미시시피 제1부)      | 30대 | 민주당     | 100.00% | 1표               | 1위  | 미시시피주 상원의원 당선 |
| 1850년 선거 | 상원의원 (미시시피 제1부)      | 32대 | 민주당     | 100.00% | 1표               | 1위  | 미시시피주 상원의원 당선 |
| 1851년 선거 | 미시시피 주지사                | 19대 | 남부권리당 | 49.14%  | 28,359표          | 2위  | 낙선                     |
| 1856년 선거 | 상원의원 (미시시피 제1부)      | 35대 | 민주당     | 100.00% | 1표               | 1위  | 미시시피주 상원의원 당선 |
| 1861년 선거 | 아메리카 연합국 대통령         | 1대  | 무소속     | 96.98%  | 47,057표 (109명)  | 1위  |                          |